# Ольпа

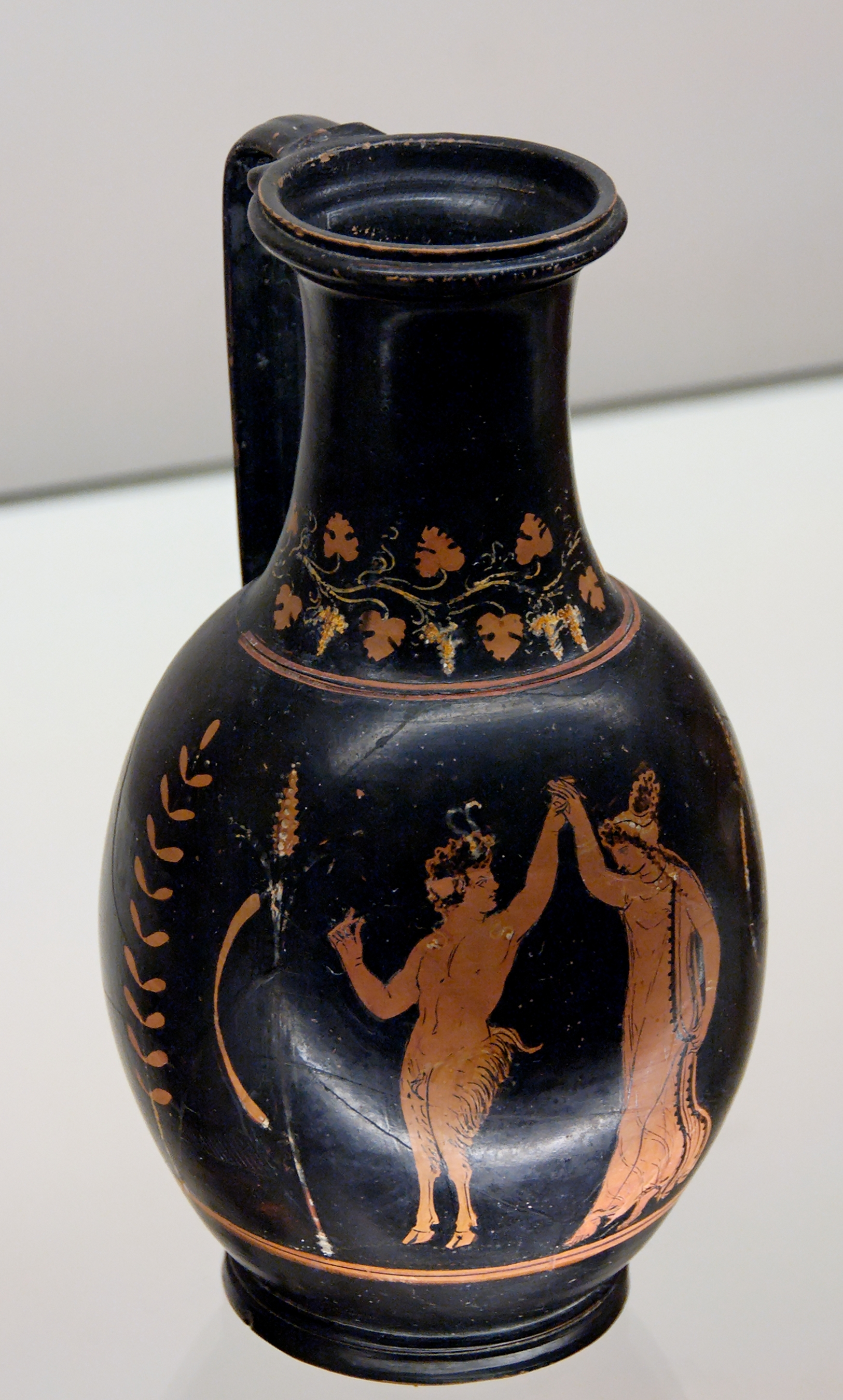
Молодий Пан та танцююча менада, ольпа, Вазописець пекла. Британський музей.

Ольпа (грец. Ολπη) — давньогрецька посудина для зберігання ароматичних олій та вина. Нижня частина має виражений об'єм, плавні лінії форми ведуть до широкої круглої шийки. Ручка припасована збоку. За розміром ольпа менша за ойнохою та не має характерного для останньої вінця із трьома носиками.
Найвідомішою ольпою є, так звана, Ваза Кіджі із зображенням гоплітів. Нині вона експонується у музеї Вілла Джулія в Римі.